# NGC 5362
NGC 5362 (другие обозначения — UGC 8835, MCG 7-29-16, ZWG 219.26, KUG 1352+415, IRAS13527+4133, PGC 49464) — спиральная галактика (Sb) в созвездии Гончие Псы.
Этот объект входит в число перечисленных в оригинальной редакции «Нового общего каталога».